# Alexei Pawlowitsch Michnow
Alexei Pawlowitsch Michnow (russisch Алексей Павлович Михнов, ukrainisch Олексій Павлович Міхнов/Olexij Pawlowytsch Michnow; * 31. August 1982 in Kiew, Ukrainische SSR) ist ein ukrainisch-russischer Eishockeyspieler, der seit 2019 bei Metallurg Schlobin in der belarussischen Extraliga spielt. Sein Bruder Andrij ist ebenfalls Eishockeyspieler.

## Karriere
Alexei Michnow begann seine Karriere als Eishockeyspieler in der Nachwuchsabteilung von Lokomotive Jaroslawl, für dessen zweite Mannschaft er von 1997 bis 2000 in der drittklassigen Perwaja Liga aktiv war. Anschließend wurde er im NHL Entry Draft 2000 in der ersten Runde als insgesamt 17. Spieler von den Edmonton Oilers ausgewählt. Zunächst blieb der Flügelspieler jedoch in Russland, wo er in der Saison 2000/01 mehrfach den Verein wechselte. Er begann die Spielzeit in der zweiten Mannschaft von Kristall Elektrostal in der Perwaja Liga, wechselte anschließend zum THK Twer aus der Wysschaja Liga, der zweiten russischen Spielklasse, und beendet sie bei dessen Ligarivalen, der zweiten Mannschaft des HK ZSKA Moskau. Die Saison 2001/02 begann der Ukrainer mit russischem Pass bei Salawat Julajew Ufa in der Superliga, wurde jedoch nach nur einem Spiel bereits von dessen Ligarivalen, dem Traditionsklub HK Dynamo Moskau, verpflichtet, bei dem er bis Saisonende einen Stammplatz in der höchsten russischen Spielklasse hatte.
Im Sommer 2002 wechselte Michnow innerhalb der Superliga zum HK Sibir Nowosibirsk, bei dem er zweieinhalb Jahre lang blieb, ehe er im Laufe der Saison 2004/05 zu Lokomotive Jaroslawl zurückkehrte. Die Saison 2006/07 begann er bei den Edmonton Oilers in der National Hockey League, für die er jedoch nur zwei Spiele absolvierte, ehe er in die American Hockey League zu den Wilkes-Barre/Scranton Penguins wechselte. Nach 18 Scorerpunkten, davon sechs Tore, in 27 Spielen, folgte die erneute Rückkehr nach Jaroslawl, für das er bis zum Saisonende 2010/11 spielte, zunächst in der Superliga und ab der Saison 2008/09 in der neu gegründeten Kontinentalen Hockey-Liga. Zur Spielzeit 2011/12 wurde Michnow vom HK Metallurg Magnitogorsk verpflichtet. Im Juli 2012 wurde seit bestehender Vertrag aufgelöst und Michnow absolvierte ein Probetraining bei Atlant Mytischtschi, was schließlich zu einer Verpflichtung Michnows führte.
In der Saison 2014/15 stand er zunächst für einen Monat beim THK Twer unter Vertrag, ehe er im September 2014 von Awtomobilist Jekaterinburg verpflichtet wurde. Zur folgenden Spielzeit wechselte er zum HK Jugra Chanty-Mansijsk, ehe er im November – mit einer Zwischenstation beim THK Twer – wieder zu Awtomobilist zurückkehrte. In der Saison 2017/18 war er Mannschaftskapitän bei Awtomobilist.
Ab Juli 2018 stand Michnow bei Neftechimik Nischnekamsk unter Vertrag, wechselte im Oktober 2018 zum HSC Csíkszereda, für den er in der multinationalen Ersten Liga spielte, und kehrte noch im Dezember 2018 in die KHL zurück, als er von Sewerstal Tscherepowez verpflichtet wurde.
Seit Sommer 2019 steht er bei Metallurg Schlobin unter Vertrag.

### International
Für Russland nahm Michnow an der Weltmeisterschaft 2006 teil. Zudem stand er 2007, 2008, 2009 und 2010 im Aufgebot seines Landes bei der Euro Hockey Tour.

## Statistik
(Stand: Ende der Saison 2010/11)